# Epirrhoe luctuolata
Epirrhoe luctuolata là một loài bướm đêm trong họ Geometridae.